# Högbo socken
Högbo socken i Gästrikland uppgick 1943 i Sandvikens stad, ingår sedan 1971 i Sandvikens kommun och motsvarar från 2016 Sandvikens distrikt.
Socknens areal var 129,3 kvadratkilometerm varav 111,35 land (innan köpingen med sina 13,9 kvadratkilometer utbröts 1927). År 1934 fanns här 1 295 invånare, köpingens 12 596 ej medräknade. Kyrkbyn Högbo med Högbo bruk och Högbo kyrka ligger i denna socken.

## Administrativ historik
Högbo socken bildades 1869 genom en utbrytning ur Ovansjö socken inom vilken man dock haft eget kapell sedan 1622.
Vid kommunreformen 1862 övergick socknarnas ansvar för de kyrkliga frågorna till församlingarna och för de borgerliga frågorna bildades Högbo landskommun. 1927 utbröts Sandvikens köping ur landskommunen som sedan i sin helhet inkorporerades i Sandvikens stad när denna bildades 1943 och som senare 1971 ombildades till Sandvikens kommun. Församlingen namnändrades 1936 till Sandvikens församling.
1 januari 2016 inrättades distriktet Sandviken, med samma omfattning som församlingen hade 1999/2000.
Socknen har tillhört fögderier, tingslag och domsagor enligt vad som beskrivs i artikeln Gästrikland.

## Geografi
Högbo socken ligger mellan Storsjön och Öjaren med Årsundaåsen som går i nord-sydlig sträckning. Socknen har odlingsbygd närmast sjöarna och i dalgången däremellan, skogsbygd i övrigt.

## Fornlämningar
Från stenåldern finns lösfynd.

## Namnet
Namnet (1497 Högaby) kommer från en nu försvunnen storby. Förleden högg syftar på byns läge på en ås. Efterleden är svårbestämbar men troligen bo, 'bygd'.

## Befolkningsutveckling
| Befolkningsutvecklingen i Högbo socken 1810–1990 | Befolkningsutvecklingen i Högbo socken 1810–1990 | Befolkningsutvecklingen i Högbo socken 1810–1990 | Befolkningsutvecklingen i Högbo socken 1810–1990 | Befolkningsutvecklingen i Högbo socken 1810–1990 |
| --- | ------------------------------------------------ | ------------------------------------------------ | ------------------------------------------------ | ------------------------------------------------ |
| |                                                  |                                                  |                                                  |                                                  |
| År |                                                  |                                                  | Folkmängd                                        |                                                  |
| 1810 | 1810                                             |                                                  | 663                                              |                                                  |
| 1820 | 1820                                             |                                                  | 490                                              |                                                  |
| 1830 | 1830                                             |                                                  | 699                                              |                                                  |
| 1840 | 1840                                             |                                                  | 783                                              |                                                  |
| 1850 | 1850                                             |                                                  | 794                                              |                                                  |
| 1860 | 1860                                             |                                                  | 1 010                                            |                                                  |
| 1870 | 1870                                             |                                                  | 1 611                                            |                                                  |
| 1880 | 1880                                             |                                                  | 2 825                                            |                                                  |
| 1890 | 1890                                             |                                                  | 4 136                                            |                                                  |
| 1900 | 1900                                             |                                                  | 7 183                                            |                                                  |
| 1910 | 1910                                             |                                                  | 8 896                                            |                                                  |
| 1920 | 1920                                             |                                                  | 9 987                                            |                                                  |
| 1930 | 1930                                             |                                                  | 13 313                                           |                                                  |
| 1940 | 1940                                             |                                                  | 16 416                                           |                                                  |
| 1950 | 1950                                             |                                                  | 18 784                                           |                                                  |
| 1960 | 1960                                             |                                                  | 22 003                                           |                                                  |
| 1970 | 1970                                             |                                                  | 27 487                                           |                                                  |
| 1980 | 1980                                             |                                                  | 26 559                                           |                                                  |
| 1990 | 1990                                             |                                                  | 24 212                                           |                                                  |
| Anm: Tabellen inkluderar Sandvikens stad. Perioden 1810-1860 avser Högbo kapell. Källor: Umeå universitet - Tabellverket 1749-1859, Demografiska databasen, CEDAR, Umeå universitet. |                                                  |                                                  |                                                  |                                                  |